# Achiroides melanorhijnchus
Achiroides melanorhijnchus е вид лъчеперка от семейство Soleidae. Видът не е застрашен от изчезване.

## Разпространение и местообитание
Разпространен е във Виетнам, Индонезия (Калимантан и Суматра), Камбоджа, Лаос, Малайзия (Западна Малайзия, Сабах и Саравак), Сингапур и Тайланд.
Обитава сладководни и полусолени басейни, океани, морета и реки.

## Описание
На дължина достигат до 14 cm.